# Acta Palaeontologica Polonica
För andra betydelser, se Acta Palaeontologica Polonica (olika betydelser).
Acta Palaeontologica Polonica är en polsk tidskrift som publicerar artiklar om paleontologi, startad av Roman Kozłowski, 1956.